# Harald Frykholm
Harald Frykholm, född 27 januari 1879 i Njurunda socken, död 5 april 1937 i Uppsala , var en svensk missionär. Kusins son till Johan Ludvig Frykholm och far till Arne Frykholm.
Frykholm blev teologie kandidat vid Uppsala universitet 1898, svenska kyrkans missionär i Sydindien 1901 och teologie licentiat 1913. Frykholm tjänstgjorde bland annat som ledare för prästutbildningen vid seminarierna i Tranquebar och Bangalore, föreläste 1923 i missionshistoria vid Uppsala universitet. 1927 blev han rektor för Pudukotah läroverk i Sydindien.